# Compositie XVIII in drie delen
Compositie XVIII in drie delen is een schilderij van de De Stijl-voorman Theo van Doesburg in het Kröller-Müller Museum in Otterlo.

## Titel
Het nummer van deze compositie stamt van na Van Doesburgs dood. Op de door hemzelf opgestelde 'lijst 1' komt het voor als 'Compositie XXI ... 1919 (wandschilderij in 3 deelen) GRAAF KIELMANSEGG' en van 16 december 1923 tot en met 23 januari 1924 werd het in het Landesmuseum in Weimar tentoongesteld als 'Komposition XX (3 teiliges Wandbild)'.

## Datering

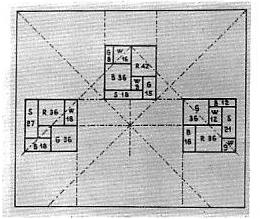
Compositieschema voor Compositie XVIII in drie delen.

Het werk draagt aan de achterzijde van elk doek Van Doesburgs monogram met aan weerszijden daarvan het jaartal 1920. Op 4 april 1920 schreef hij zijn vriend Evert Rinsema: ‘Ik [...] ben weer aan het schilderen van een kompositie in drieën, dat wil zeggen drie stukken, die samen één geheel zijn’. Van Doesburg moet het begin juni 1920 al voltooid hebben, want op 6 juni 1920 schreef hij in een brief aan J.J.P. Oud: 'Ik heb drie kleine doekjes klaar die ik inzend'. De tentoonstelling waarvoor hij ze inzond was de Section d'Or-tentoonstelling, die van 20 juni tot 4 juli van dat jaar in Rotterdam plaatsvond.

## Betekenis
Van dit werk bestaat een foto van een compositieschema, dat Van Doesburg mogelijk tijdens zijn verblijf in Weimar van 1921 tot 1922 maakte. Er zijn ook aanwijzingen dat hij Compositie XVIII gebruikt heeft voor de Stijl-cursus die hij daar in 1922 gaf.
In het schilderij probeerde Van Doesburg het middelpunt van de compositie buiten het doek te plaatsen. Piet Mondriaan was het hier op voorhand niet mee eens. 'Na 't geen je schrijft wou ik alleen zeggen: denk je er wel aan dat (mijns inziens) het middelpunt niet verplaatst moet worden, maar teniet gedaan, opgeheven: vind je dat ook niet of ben je in de war? Als je 't middelpunt alleen buiten 't doek brengt, blijft 't toch een: je doek wordt dan alleen een stuk van een grooter doek, is 't niet', schreef hij op 12 juni 1920 aan Van Doesburg.

## Herkomst
Van Doesburg verkocht het schilderij aan het begin van zijn overzichtstentoonstelling in Weimar in 1923 aan Graaf Kielmansegg. 'Does heeft [...] in Weimar een prachtige tentoonstelling in het Landes Museum. [...] Bij de opening heeft hij dadelijk een werk verkocht (de 3 kleintjes', schreef Nelly van Doesburg op 9 december 1923 aan Antony Kok. Kielmansegg gaf het in 1937 in bruikleen aan de Staatlichen Kunstsammlungen Weimar. Later dat jaar kocht Nelly, inmiddels weduwe geworden, het werk van hem terug. Nelly liet het na haar dood in 1975 na aan haar nicht Wies van Moorsel. Van Moorsel schonk het in 1981 aan het Instituut Collectie Nederland, die het in 1984 in beheer overdroeg aan het Kröller-Müller Museum.